# 我愛祖國的西沙
《我愛祖國的西沙》，又名《南海漁歌》，是一首由中國作曲家蘇安慶、王惠然以及笙演奏家胡天泉所作的一首笙獨奏曲，曲子作於1977年，樂曲描寫了西沙群島的美麗風光，以及漁民豐收的情景。該曲應為當時中國南越西沙之战的背景下產生的愛國音樂作品，但由於旋律優美，又能發揮笙演奏和聲的特性，因此成為習笙者經常學習和演奏的曲目之一。